# بالدور سيغوردسون
بالدور سيغوردسون هو لاعب كرة قدم آيسلندي في مركز الوسط، ولد في 24 أبريل 1985 في ريكيافيك في آيسلندا. شارك مع منتخب آيسلندا تحت 19 سنة لكرة القدم ومنتخب آيسلندا تحت 21 سنة لكرة القدم ومنتخب آيسلندا لكرة القدم. أما مع النوادي، فقد لعب مع ستيارنان وناتدبيرنوفيلاغ ريكيافيكور ونادي برينه ونادي سوندرييسكه ونادي كيفلافيك.

## وصلات خارجية
- بالدور سيغوردسون على موقع قاعدة بيانات كرة القدم.إي يو (الإنجليزية)
- بالدور سيغوردسون على موقع ناشيونال فوتبول تيمز (الإنجليزية)
- بالدور سيغوردسون على موقع Soccerway.com (الإنجليزية)